# Evita Krievāne
Evita Krievāne (* 11. Juni 1987 in Riga) ist eine ehemalige lettische Shorttrackerin.

## Werdegang
Krievāne trat international erstmals in der Saison 2002/03 in Erscheinung. Dabei errang sie bei den Juniorenweltmeisterschaften 2003 in Budapest den 42. Platz im Mehrkampf und bei den Weltmeisterschaften 2003 in Warschau den 23. Rang im Mehrkampf. In der Saison 2003/04 belegte sie bei den Juniorenweltmeisterschaften 2004 in Peking den 22. Platz im Mehrkampf, bei den Europameisterschaften 2004 in Zoetermeer den 26. Rang im Mehrkampf und bei den Weltmeisterschaften 2004 in Göteborg den 34. Platz im Mehrkampf. Nach Platz 25. Platz im Mehrkampf bei den Juniorenweltmeisterschaften 2005 in Belgrad in der Saison 2004/05, kam sie bei den Europameisterschaften 2005 in Turin auf den 26. Platz im Mehrkampf und bei den Weltmeisterschaften 2005 in Peking auf den 25. Rang im Mehrkampf. In der Saison 2005/06 lief sie bei den Juniorenweltmeisterschaften 2006 in Miercurea Ciuc auf den siebten Platz im Mehrkampf, bei den Europameisterschaften 2006 in Krynica-Zdrój auf den 29. Rang im Mehrkampf und bei den Olympischen Winterspielen 2006 in Turin auf den 23. Platz über 1500 m sowie auf den 19. Rang über 1000 m.
In den folgenden Jahren nahm Krievāne an acht Europameisterschaften (2007 in Sheffield, 2008 in Ventspils, 2009 in Turin, 2011 in Heerenveen, 2012 in Mladá Boleslav, 2013 in Malmö, 2014 in Dresden und 2015 in Dordrecht) teil. Ihr bestes Ergebnis dabei war der 19. Platz im Mehrkampf im Jahr 2008. Außerdem startete sie bei fünf Weltmeisterschaften (2007 in Mailand, 2009 in Wien, 2013 in Budapest, 2014 in Montreal und 2015 in Moskau). Ihr bestes Resultat dabei war der 12. Platz über 500 m im Jahr 2007. Bei der Winter-Universiade 2015 in Granada belegte sie den 23. Platz über 1000 m, den 15. Rang über 1500 m und den 11. Platz über 500 m.

## Erfolge

### Olympische Spiele
- 2006 Turin: 19. Platz 1000 m, 23. Platz 1500 m

### Shorttrack-Weltmeisterschaften
- 2003 Warschau: 23. Platz Mehrkampf, 23. Platz 500 m, 30. Platz 1000 m, 43. Platz 1500 m
- 2004 Göteborg: 22. Platz 500 m, 34. Platz Mehrkampf, 35. Platz 1000 m
- 2005 Peking: 20. Platz 500 m, 23. Platz 1500 m, 25. Platz Mehrkampf, 32. Platz 1000 m
- 2007 Mailand: 12. Platz 500 m, 17. Platz Mehrkampf, 17. Platz 1000 m, 25. Platz 1500 m
- 2009 Wien: 35. Platz 1000 m, 37. Platz 500 m, 40. Platz Mehrkampf, 41. Platz 1500 m
- 2013 Budapest: 37. Platz 500 m, 41. Platz 1000 m, 41. Platz 1500 m, 43. Platz Mehrkampf
- 2014 Montreal: 33. Platz 500 m, 33. Platz 1500 m, 34. Platz Mehrkampf, 35. Platz 1000 m
- 2015 Moskau: 30. Platz 500 m, 37. Platz 1000 m, 39. Platz Mehrkampf, 41. Platz 1500 m

### Europameisterschaften
- 2004 Zoetermeer: 26. Platz Mehrkampf
- 2005 Turin: 26. Platz Mehrkampf
- 2006 Krynica-Zdrój: 29. Platz Mehrkampf
- 2007 Sheffield: 30. Platz Mehrkampf
- 2008 Ventspils: 19. Platz Mehrkampf
- 2009 Turin: 24. Platz Mehrkampf
- 2011 Heerenveen: 22. Platz Mehrkampf
- 2012 Mladá Boleslav: 27. Platz Mehrkampf
- 2013 Malmö: 29. Platz Mehrkampf
- 2014 Dresden: 30. Platz Mehrkampf
- 2015 Dordrecht: 23. Platz Mehrkampf

## Persönliche Bestleistungen
| Disziplin | Zeit         | Datum             | Ort              |
| --------- | ------------ | ----------------- | ---------------- |
| 500 m     | 45,596 s     | 10. März 2007     | Mailand          |
| 1000 m    | 1:34,679 min | 18. Oktober 2008  | Salt Lake City   |
| 1500 m    | 2:28,962 min | 16. Dezember 2011 | Spišská Nová Ves |
| 3000 m    | 5:33,664 min | 9. November 2014  | Bormio           |